# Sam Weisman
Pour les articles homonymes, voir Weisman.
Sam Weisman, né en 1947, est un acteur, producteur et réalisateur américain né à Binghamton, New York (États-Unis).

## Filmographie

### comme réalisateur
- 1982 : Sacrée Famille (Family Ties) (série télévisée)
- 1984 : Madame est servie (Who's the Boss?) (série télévisée)
- 1985 : Clair de lune (Moonlighting) (série télévisée)
- 1986 : The Ellen Burstyn Show (série télévisée)
- 1988 : Day by Day (série télévisée)
- 1988 : TV 101 (série télévisée)
- 1990 : Sunset Beat (TV)
- 1990 : American Dreamer (série télévisée)
- 1991 : Mimi & Me (TV)
- 1991 : Brooklyn Bridge (série télévisée)
- 1993 : Tall Hopes (série télévisée)
- 1994 : D2: The Mighty Ducks
- 1995 : Bye Bye Love
- 1995 : The Single Guy (série télévisée)
- 1997 : George de la jungle (George of the Jungle)
- 1999 : Escapade à New York (The Out-of-Towners)
- 2001 : Escrocs (What's the Worst That Could Happen?)
- 2001 : The Bernie Mac Show (série télévisée)
- 2003 : Dickie Roberts: ex-enfant star (Dickie Roberts: Former Child Star)

### comme acteur
- 1978 : Greatest Heroes of the Bible (feuilleton TV) : Shem
- 1979 : Studs Lonigan (feuilleton TV) : Davey Cohen
- 1979 : The Last Convertible (feuilleton TV) : Mel
- 1979 : Nero Wolfe (en) (TV) : Quayle
- 1979 : Bienvenue, Mister Chance (Being There) : Colson
- 1980 : The Scarlett O'Hara War (TV) : Page
- 1980 : Wholly Moses! : Talent Coordinator
- 1980 : L'Amour à quatre mains (Loving Couples) : Cop
- 1980 : Shogun Assassin : Voice
- 1981 : Jacqueline Susann's Valley of the Dolls (TV) : Editor
- 1982 : The Gift of Life (TV) : Resident Physician
- 1983 : Wishman (TV) : Nat Kaleb

### comme producteur
- 1989 : Mon père (Dad)
- 1990 : American Dreamer (série télévisée)
- 1991 : Brooklyn Bridge (série télévisée)
- 1995 : Bye Bye Love
- 2001 : Hot Summer (Summer Catch)